# 初次見面大作戰
《初次見面大作戰》（日语：パリジョナ大作戦）是日本歌手公與漫畫改編同名動畫系列《蠟筆小新》的作品主角野原新之助（聲優：矢島晶子）合作的單曲。1994年11月2日由avex trax發行。

## 解說
《初次見面大作戰》是朝日電視台電視動畫《蠟筆小新》的第5代片尾主題曲，使用時間從1994年9月5日（第113話）至1995年10月9日（第161話）為止。該歌曲在電視動畫播放時從頭到尾只有公獨唱，完整版與電視動畫播放版本不一樣的是，一開始是用新之助的對白然後才開始進入主歌。
還有，《初次見面大作戰》歌曲標題中的即為「和我們一起加入派對吧」的意思。
另外，《初次見面大作戰》的主唱者公曾與和《蠟筆小新》動畫一樣由SHIN-EI動畫製作的《哆啦A夢》合作，將該歌曲收錄在跨部合作CD專輯《主題歌混合曲（我是哆啦A夢～大步走GO！～在口袋中～初次見面大作戰～1PAC三人組～小新音頭）》裡發行。
至於B面歌曲「Jumpin‘Kids」後來經由主唱團體RAVEMAN收錄在獨立專輯《PUMPIN'》裡。

## 收錄歌曲
1. 初次見面大作戰 ～Yaman de Let's GO！～（～）（原聲Ver.）
  - 作詞、主唱：公，作曲、編曲：木村貴志（日语：t-kimura）
  - 朝日電視台電視動畫《蠟筆小新》第5代片尾主題曲
2. Jumpin‘Kids（English Ver.）
  - 作詞：US-TOM（日语：Motsu），作曲、編曲：KIM-RAVEMAN（木村貴志），主唱：RAVEMAN（日语：RAVEMAN）
3. 初次見面大作戰 ～Yaman de Let's GO！～（原聲卡拉OK）